# Pedro Bonelli
Pedro Miguel Bonelli Cascone  fue una de las grandes figuras del futbol peruano en los años 1980. Formó parte de equipos históricos como Sport Boys y Deportivo Municipal.
Nacido en 1956 en la tierra fértil de Callao, se mudó a Lima a los 3 años junto a su familia.
Dejó el futbol y se asimiló a ser entrenador de menores.
Fue internacional con la selección de fútbol de Perú en la Copa América de 1983.

## Clubes
| Club                | País | Año         |
| ------------------- | ---- | ----------- |
| Sport Boys          | Perú | 1974 - 1978 |
| Deportivo Municipal | Perú | 1979 - 1984 |
| Defensor ANDA       | Perú | 1985        |
| Deportivo Junín     | Perú | 1986 - 1987 |
| Sport Boys          | Perú | 1988        |
| Deportivo AELU      | Perú | 1989 - 1990 |
| Walter Ormeño       | Perú | 1991        |